# Gobierno abierto en Azerbaiyán
El gobierno abierto es una iniciativa internacional que fue presentada el 20 de septiembre de 2011, y a la que Azerbaiyán se unió inmediatamente. Los principios del gobierno abierto forman parte de la política anticorrupción y las reformas en la gestión introducidas por el gobierno azerbaiyano. El objetivo de la adquisición del programa es aumentar transparencia y mejorar la actividad relacionada con el desarrollo del gobierno abierto, así como participar en el intercambio internacional de la experiencia.

## Programas
Con su entrada en la organización, Azerbaiyán preveía continuar la «estrategia nacional del aumento de la transparencia y lucha contra la corrupción», que fue adoptada en 2007.
En el marco de los programas del gobierno abierto en 2012 y 2016 fueron adoptados los dos planes nacionales de la actividad para promover al gobierno abierto. 
El primer Plan nacional de actividad para promover el gobierno abierto fue aprobado el 5 de septiembre de 2012 y se preveía estuviera en vigor para los años 2012 – 2015. Además, también fue adoptado el Plan nacional de actividad de lucha contra la corrupción para los años 2012 – 2015.
El proceso de la preparación del segundo plan para los años 2016 – 2018 se inició el 25 de octubre de 2015 y fue adoptado el 27 de abril de 2016 por el presidente de la República de Azerbaiyán. El plan incluye las 58 medidas por las 11 esferas. El objetivo principal del programa es expandir la aplicación de los principios del gobierno abierto, así como de los mecanismos de la prevención de la corrupción. Según la disposición, anualmente hasta el 30 de diciembre se preveía preparar el reporte sobre actividades realizadas en el marco del programa. El plan de actividad preveía el desarrollo de la iniciativa Asociación del Gobierno Abierto en Azerbaiyán, expansión de la aplicación de los principios del gobierno abierto, también garantía del control de la realización de la iniciativa. Además, sobre la base del memorando se crea la Plataforma del diálogo con el Gobierno abierto. La actividad de la Plataforma se centra en la creación de las relaciones entre los órganos estatales y los ciudadanos en el marco de la expansión de los principios del gobierno abierto.
Las tareas principales de la Plataforma es la obtención de la información, hacer recomendaciones sobre las reformas gubernamentales, cooperar con el gobierno azerbaiyano y Milli Majlis, realizar la supervisión de la realización del Plan de actividad, preparado por el gobierno azebaiyano en el marco del “Gobierno abierto”, representar la sociedad civil de Azrbaiyán en la Iniciativa “Gobierno abierto” y también negociar con los órganos estatales, población, representantes del sector privado y las organizaciones internacionales, interesados en la Iniciativa.  

## Actividad

### Ventanilla única
El principio de “”ventanilla única” en el proceso de registro de las personas jurídicas rige en el territorio de la República de Azerbaiyán desde el 1 de enero de 2008. Dicho principio redujo el número de procedimientos de 13 a 3, y el período de tiempo de 53 a 3 días. El registro de las personas físicas está en vigor desde el 1 de junio de 2011, y el de las personas jurídicas desde febrero de 2012. Dicho principio también se aplica en el proceso de verificación de los automóviles y mercancías transportadas a partir de la frontera desde 2008, en la gestión de los procesos de migración desde 2009 y en la documentación de los vehículos importados desde 2011.

### Gobierno electrónico
El E-gobierno fue lanzado en mayo del 2011 dentro del marco del Programa Estatal “Azerbaiyán electrónico”, que abarcó los años 2010 – 2012. Desde el septiembre de 2011 se inició la emisión de las firmas electrónicas a los órganos estatales, ciudadanos y sujetos de la actividad empresarial; eso sirvió para aumentar las posibilidades de la aplicación de los servicios electrónicos por parte de la población, la prestación de asistencia a esta y, también, contribuyó al desarrollo del gobierno abierto y comercio electrónico.
Los proyectos de “E-gobierno” se realizan en el marco de los 20 distintos programas. Concretamente en el portal de “E-gobierno” participan los 39 órganos estatales, que prestan más de 200 servicios electrónicos a los ciudadanos.
ASAN
“ASAN” fue establecida el 13 de julio de 2012. Los objetivos principales del servicio “ASAN” es  la disminución los gastos y la pérdida de tiempo de los ciudadanos, logro de la observancia de un comportamiento educado, reglas éticas con respecto a los ciudadanos, aumento del nivel de profesionalismo, consolidación una vez más la confianza a las estructuras estatales, aumento de la transparencia, refuerzo de la lucha contra la corrupción, amplia utilización  de los servicios electrónicos, aumento de la utilidad de las reformas institucionales llevadas en esta rama.